# Kazuma Yamaguchi
Kazuma Yamaguchi (山口 一真 Yamaguchi Kazuma?), född 17 januari 1996 i Tokyo prefektur, är en japansk fotbollsspelare.
Yamaguchi började sin karriär 2018 i Kashima Antlers. Med Kashima Antlers vann han AFC Champions League 2018. 2020 flyttade han till Mito HollyHock.